# Philaeus ruber
Philaeus ruber är en spindelart som beskrevs av George William Peckham och Elizabeth Maria Gifford Peckham 1885. Philaeus ruber ingår i släktet Philaeus och familjen hoppspindlar. Inga underarter finns listade i Catalogue of Life.